# Winkelsett
Winkelsett település Németországban, azon belül Alsó-Szászország tartományban. Lakosainak száma 508 fő (2023. december 31.). Winkelsett Harpstedt, Wildeshausen, Prinzhöfte, Beckeln, Twistringen és Colnrade községekkel határos.

## Népesség
A település népességének változása:
| Lakosok száma | 550  | 521  | 525  | 511  | 518  | 508  |
|               | 2016 | 2017 | 2019 | 2021 | 2022 | 2023 |